# Grant Hackett
Grant George Hackett, nascut a Southport, Austràlia, el 9 de maig de 1980 és un nedador de nivell mundial.
Fa 196 cm d'alçada i pesa 89,8 kg. Ha guanyat dues vegades consecutives la prova dels 1500 m lliures en els Jocs Olímpics d'Atenes 2004 i en els Jocs Olímpics de Sydney 2000. S'ha destacat per mostrar un gran nivell en les proves de llarga distància (800 i 1500 metres lliures), sent un dels nedadors australians més grans de tots els temps en aquesta classe de distàncies, afegint al seu palmarès la plata en els 400 metres lliures i quart en els 200 metres lliures a Atenes 2004 (proves de menys resistència i més velocitat). A més ha format part del relleu 4x200 metres lliures australià que guanyà l'or a Sydney 2000 i plata a Atenes 2004. Actualment és el capità de la Selecció de Natació d'Austràlia.

## Carrera esportiva
Grant debutà amb la Selecció australiana a l'edat de 17 anys en els Campionats de Natació Pan Pacific celebrats a Fukuoka, Japó, guanyant en els 1500 m estil lliure i derrotant a un incipient Ian Thorpe en els 400 m estil lliure única victòria internacional contra Thorpe en aquesta prova). Des de llavors, Hackett s'ha mostrat pràcticament imbatible en els 1500 m.
Tres anys després del seu debut, Grant participà en els seus primers Jocs Olímpics a Sydney proclamant-se campió olímpic en els 1500 m estil lliure i en el relleu dels 4x200 m lliures. Durant la competició Hackett fou afectat per un virus que restà rendiment en les proves dels 200 i 400 m estil lliure, on acabà setè i vuitè respectivament.
A l'any següent, en el Campionat Mundial de Natació celebrat a Fukuoka Grant Hackett arribà a la seva màxima esplendor esportiu aconseguint els millors registres de la seva carrera en els 800 i 1500 m i batent en ambdues proves el rècord del món. A més, guanyà el relleu 4x200 al costat de Thorpe, Bill Kirby i Michael Klim, batent de pas el seu propi rècord mundial.
Hackett es mostrà intractable en els 1500 m durant els següents dos anys, prova que s'adjudicà en els Jocs de la Commonwealth del 2002 disputats a Manchester, en els Campionats de Natació Pan Pacific de Yokohama el 2002 i en el Campionat Mundial de Natació de Barcelona el 2003. A més, en aquests mateixos torneigs aconseguí l'or en el relleu 4x200 i acabà segon (després de Thorpe) en els 400 i 800 m estil lliure (excepte a Barcelona, on Thorpe no disputà els 800).
L'any 2004, Grant participà en els seus segons Jocs, a Atenes. Hackett revalidà l'or en els 1500 m, obtenint una medalla de plata en els 400 m lliures, darrere de Thorpe, a més d'afegir una medalla de plata en els 4x200 m.
Un any després, el 2005, Grant fou nomenat capità de la Selecció australiana de Natació, liderant-la en el Campionat Mundial de Natació disputat a Mont-real, Canadà. Hackett s'adjudicà l'or en els 400, 800 i 1500 m estil lliure, primer nedador en aconseguir aquesta fita. A més, aquest any aconseguí dos premis: Nedador de l'Any (escollit per la Swimming World Magazine, i el de Nedador Australià de l'Any.
El novembre del 2005, Grant assegurà que no podria participar en les proves de selecció per als Jocs de la Commonwealth del 2006 que s'havien de celebrar a Melbourne, Austràlia, car havia de passar per sala d'operacions per corregir una ferida en una espatlla. Malgrat això, Grant participà com a capità (sense competir) actuant com a tutor dels joves nedadors sense experiència a nivell internacional. A finals del 2006 anuncià el seu prometatge amb la cantant australiana Candince Alley, amb qui es casà el 14 d'abril del 2007.
El 2007, en el Mundial de Natació de Melbourne, no aconseguí bons resultats, acabant setè en els 1500 m lliures, amb una marca de 25 s més lenta que el seu millor registre, aconseguit a Fukuoka. El mes de desembre, Hackett competí, guanyant, el seu primer Campionat Nacional de Natació en Aigües Obertes (10 km), classificant-se per al Mundial de la categoria que s'havia de celebrar a Sevilla. Finalment, Hackett acabà desè en aquesta prova, fet que impedí la classificació per als propers Jocs Olímpics de Pequín 2008.
L'any 2008, durant el Campionat de Natació en Piscina Curta, Hackett rebaixà el seu propi rècord dels 800 m estil lliure deixant el registre en 7'23"42 s. En els Jocs de Pequín, Hackett aconseguí resultats decebedors, en finalitzar segon en els 1500 m per darrere del tunisià Oussama Mellouli, fet que impedí el convertir-se en el primer nedador a guanyar tres medalles d'or consecutives en la mateixa prova. Acabà la competició amb un tercer lloc en els 200 m estil lliure.
Des del mes d'octubre del 2008 Hackett presenta la secció esportiva en el canal australià Nine News, feina que compagina amb el treball en un banc. El 28 d'octubre de 2008 Hackett anuncia la seva retirada de la competició
Hackett està reconegut com un dels millors nedadors de tota la història.